# Stanisław Mędala
Stanisław Mędala CM (ur. 5 kwietnia 1935  w Szarwarku, zm. 21 lipca 2025 w Krakowie) – polski prezbiter rzymskokatolicki, misjonarz św. Wincentego a Paulo, profesor nauk teologicznych, biblista, tłumacz Pisma Świętego. 

## Życiorys
Do zgromadzenia wstąpił w 1952, śluby wieczyste złożył 8 grudnia 1957, święcenia kapłańskie przyjął 21 czerwca 1959. W latach 1959–1963 odbył studia biblijne w Papieskim Instytucie Biblijnym, w latach 1961–1964 studia teologiczne na Papieskim Uniwersytecie Gregoriańskim, zakończone obroną pracy doktorskiej. W latach 1964–1971 był wykładowcą Pisma Świętego Starego i Nowego Testamentu w Wyższym Seminarium Duchownym w Gościkowie-Paradyżu, w latach 1971–1975 wykładowcą Nowego Testamentu i greki biblijnej w Wyższym Seminarium Duchownym w Gdańsku, w latach 1973–1975 pierwszym redaktorem naczelnym pisma Studia gdańskie. W latach 1975–1977 był prefektem studiów w Instytucie Teologicznym Księży Misjonarzy w Krakowie. W 1980 habilitował się w Akademii Teologii Katolickiej w Warszawie i od 1981 pracował tam jako adiunkt, od 1982 do 1993 jako docent, od 1982 do 2005 jako kierownik Katedry Literatury Międzytestamentalnej. W 1993 został mianowany profesorem nadzwyczajnym, tytuł profesorski otrzymał w 1994. Po przekształceniu w 1999 ATK w Uniwersytet Kardynała Stefana Wyszyńskiego w Warszawie w dalszym ciągu kierował macierzystą katedrą, został także kuratorem Sekcji Biblistyki Wydziału Teologicznego USKW. Przeszedł na emeryturę w 2005.
Znaczną część swoich publikacji poświęcił Ewangelii św. Jana.

## Publikacje
- Funkcja chrystologiczno-eklezjologiczna dialogów Jezusa z Żydami w czwartej Ewangelii (1984) – w serii Studia z biblistyki
- Ewangelia św. Jana, Listy Powszechne, Apokalipsa (1992) – autor rozdziału „Chwała Jezusa (Ewangelia według św. Jana)” (w serii Wprowadzenie w myśl i wezwanie ksiąg biblijnych)
- Chrystologia Ewangelii św. Jana (1993)
- Wprowadzenie do literatury międzytestamentalnej (1994)
- Dzieje Apostolskie, Listy św. Pawła (1997) – redakcja (razem z Januszem Frankowskim), jeden z autorów opracowania (w serii Wprowadzenie w myśl i wezwanie ksiąg biblijnych)
- Ewangelie synoptyczne (2006) – opracowanie (w serii Wprowadzenie w myśl i wezwanie ksiąg biblijnych)
- Ewangelia według świętego Jana. Cz. 1, Rozdziały 1-12 (2010) – wstęp, przekład z oryginału, komentarz (w serii Nowy Komentarz Biblijny)
- Ewangelia według świętego Jana. Cz. 2, Rozdziały 13-21 (2010) – wstęp, przekład z oryginału, komentarz (w serii Nowy Komentarz Biblijny)